# أشرف منصور
أشرف منصور هو عالم مصري وأستاذ فيزياء البوليمرات. وهو مؤسس ورئيس مجلس أمناء الجامعة الألمانية بالقاهرة (GUC).

## التعليم والوظيفة

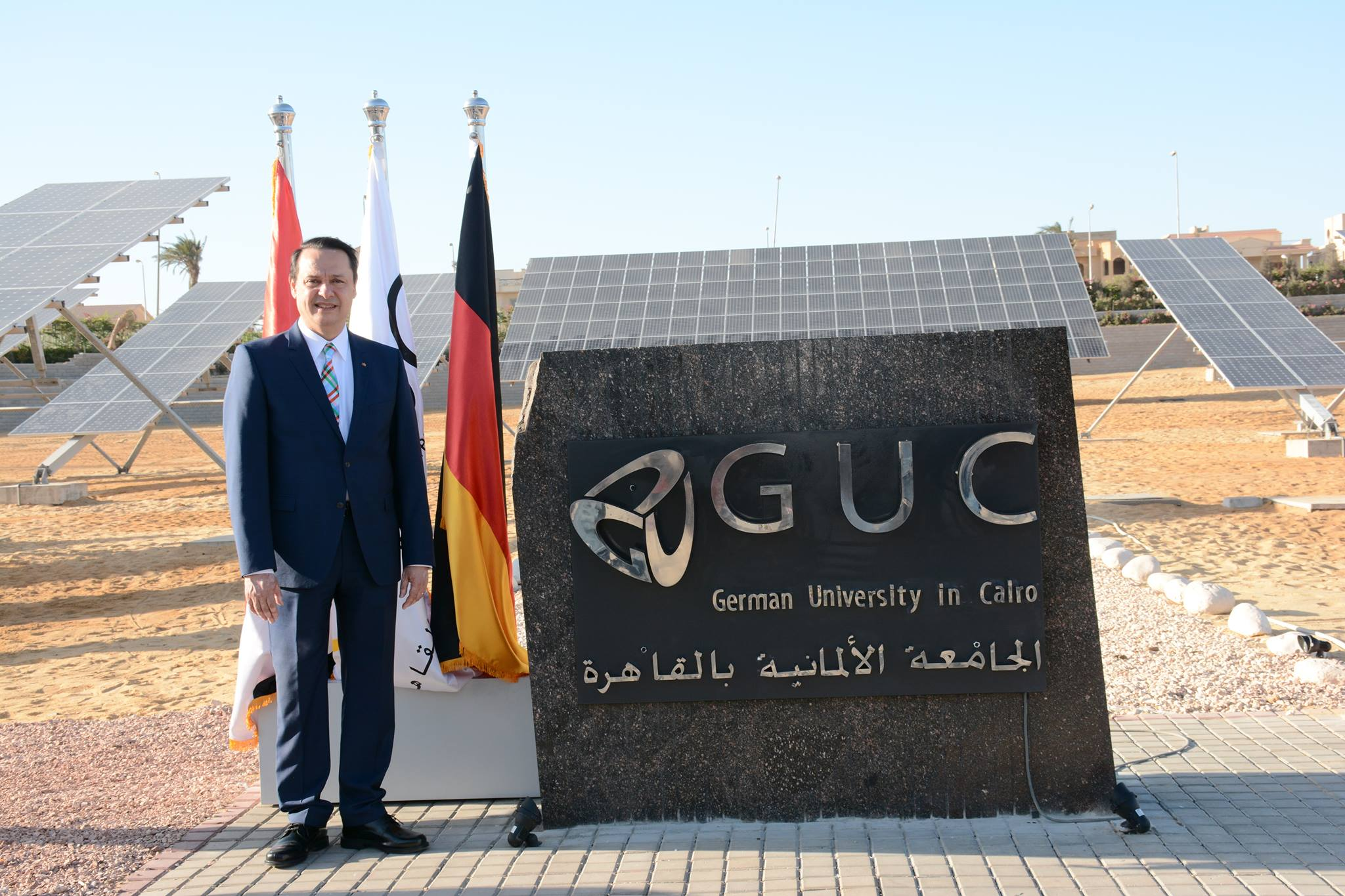
أشرف منصور

حصل منصور على الدكتوراه والتأهيل في فيزياء البوليمرات من جامعة أولم عام 1992. 
في عام 1994، بدأ منصور عملية إنشاء جامعة ألمانية في مصر. الجامعة الألمانية بالقاهرة (GUC) هي أول جامعة ألمانية يتم إنشاؤها خارج ألمانيا وخارج الحدود الأوروبية. تأسست بموجب مرسوم رئاسي عام 2002 أصدره الرئيس الأسبق حسني مبارك والمستشار الألماني جيرهارد شرودر وعدد من الشخصيات البارزة في الأوساط الأكاديمية والصناعية المصرية والألمانية.  
في عام 2003، تم افتتاح الجامعة الألمانية بالقاهرة خارج حدود مدينة القاهرة. قام منصور بتأمين بناء جامعة تقنية جديدة بالكامل في مدينة القاهرة الجديدة ، بتمويل ما يقرب من 15 مليون يورو من المانحين المصريين، وتعاون مع كليات جامعتي شتوتجارت وأولم من أجل جعل مفهومه حقيقة واقعة. لقد ساعدوا في بناء وإنشاء المختبرات تقنيًا وجلبوا معهم مناهجهم الألمانية. تلقت المبادرة تمويلًا من DAAD بقيمة حوالي 600 000 يورو كجزء من برنامج تصدير دورات الشهادات الألمانية. يتم دعم الطلاب والعلماء والباحثين من GUC أيضًا من قبل DAAD ومؤسسة Alexander von Humboldt خلال فترات الدراسة والبحث المختلفة.  رئيس مجلس أمناء الجامعة.  
بعد الثورة المصرية عام 2011، تلقى أشرف أمرًا من المجلس الأعلى للقوات المسلحة لرئاسة وزارة التعليم العالي في عام 2014، لكن المجلس الأعلى للجامعات المصرية اعترض على تعيينه.  بقي حسام عيسى في المنصب وحل محله أشرف الشحي في سبتمبر 2015.

## الجوائز وشهادات التقدير
في عام 2008، حصل منصور على وسام الاستحقاق الفيدرالي وهو عضو فخري في مجلس الشيوخ بجامعة أولم.  تم انتخاب منصور زميلًا فخريًا للأكاديمية الأفريقية للعلوم في عام 2018.